# The Frank Zappa AAAFNRAAA Birthday Bundle
The Frank Zappa AAAFNRAAA Birthday Bundle è un album di raccolta del musicista statunitense Frank Zappa, pubblicato in formato digitale nel 2008.

## Tracce
1. Dancin' Fool (Disco Version) - Frank Zappa
2. More Trouble Every Day - Frank Zappa
3. Gorgeous Inca - Frank Zappa
4. Ancient Armaments - Frank Zappa
5. America the Beautiful - Frank Zappa
6. You're a Mean One, Mr. Grinch - Dweezil Zappa, Ahmet Zappa
7. Saturday Girl - Dweezil Zappa
8. Alice - Diva Zappa
9. Espanoza - Diva Zappa
10. Dumb All Over - Melanie Starks
11. Twenty Small Cigars - Joe Travers
12. Lacksadaisial - Joe Travers
13. Dirty Love - Cree Summer